# Vrilkhoven
Vrilkhoven is een gehucht bij Liempde in de Brabantse gemeente Boxtel en nabij de A2 gelegen. Het gehucht is een samenspel van langgevelboerderijen nabij het esakkercomplex De Vrilkovense Akker, ook wel bekend als de Dekker.
Van Vrilkhoven werd voor het eerst melding gemaakt in 1320. Het woord Vrilke zou betrekking kunnen hebben op vrij, in de betekenis van het bezit van een vrij edelman. Ook zou de naam betrekking op een eigennaam kunnen hebben: Frilo of Frithilo, een verkorting van Fridobald.
Door Vrilkhoven loopt de kaarsrechte Steenweg op Luik, hier Eindhovense Weg genaamd. De Barrierweg herinnert nog aan een tol op deze weg. Later werd de snelweg A2 aangelegd, welke Vrilkhoven van de Vrilkhovense Akkers en De Prangen afsnijdt, op een fietserstunneltje na.
Nabij Vrilkhoven ligt een bijna ronde akker, de Rondenborgh genaamd, welke voor het eerst werd vermeld in 1432. Dit perceel, met een doorsnede van ongeveer 75 meter, ligt ongeveer 1 meter boven de omgeving en is omgracht. De grachten worden gevoed door de Blauwhoefse Loop. Men meent wel dat zich hier een versterkte hoeve heeft bevonden, maar sporen van bewoning zijn nimmer ontdekt.
Dorpen: Boxtel · Esch · Lennisheuvel · Liempde

Buurtschappen en gehuchten: Den Berg · Hal · Heult · Hezelaar · Kasteren · Kinderbos · Kleinder-Liempde · Langenberg · Luissel · Nergena · Roond · Schorvert · Selissen · Tongeren · De Vorst · Vrilkhoven

Noord-Brabant: Steden en dorpen      Nederland: Provincies · Gemeenten